# Міжнародний турнір з тріатлону 2015 (Київ)
2015 Kyiv ETU Triathlon European Cup — міжнародний турнір з тріатлону, що відбувся в Києві 27 червня 2015 року. Це етап Кубка Європи, що проходив під егідою Європейської федерації тріатлону. Переможцями стали українські спортсмени Інна Рижих і Єгор Мартиненко.

## Жінки
| Місце | Тріатлоністка       | Країна  | Результат |
| ----- | ------------------- | ------- | --------- |
| 1     | Інна Рижих          | Україна | 02:12:13  |
| 2     | Анастасія Черненко  | Україна | 02:14:37  |
| 3     | Анна Абдулова       | Україна | 02:16:20  |
| 4     | Віра Соснова        | Україна | 02:20:46  |
| 5     | Маргарита Крилова   | Україна | 02:26:37  |
| 6     | Юлія Никоненко      | Україна | 02:31:15  |
| 7     | Анастасія Давиденко | Україна | 02:33:34  |
| DNF   | Юлія Єлістратова    | Україна | DNF       |
| DNF   | Олександра Кохан    | Україна | DNF       |

## Чоловіки
| Місце | Тріатлоніст         | Країна    | Результат |
| ----- | ------------------- | --------- | --------- |
| 1     | Єгор Мартиненко     | Україна   | 01:49:25  |
| 2     | Адрієн Бріффод      | Швейцарія | 01:49:41  |
| 3     | Алексіс Лепаж       | Канада    | 01:49:57  |
| 4     | Патрік Фінер        | Швейцарія | 01:50:11  |
| 5     | Данило Сапунов      | Україна   | 01:50:19  |
| 6     | Олексій Сюткін      | Україна   | 01:50:56  |
| 7     | Андреа Секкієро     | Італія    | 01:51:03  |
| 8     | Ітамар Альстер      | Ізраїль   | 01:51:07  |
| 9     | Антон Вітолін       | Україна   | 01:51:56  |
| 10    | Ян Волар            | Чехія     | 01:52:05  |
| 11    | Олександр Василевич | Білорусь  | 01:52:11  |
| 12    | Рон Левінсон        | Ізраїль   | 01:52:53  |
| 13    | Іван Меньшиков      | Україна   | 01:55:38  |
| 14    | Сергій Кохан        | Україна   | 01:56:46  |
| 15    | Юліан Дем'янов      | Україна   | 01:57:36  |
| 16    | Сергій Костенко     | Україна   | 01:58:48  |
| 17    | Андрій Золотухін    | Україна   | 02:00:01  |
| 18    | Роман Главатський   | Україна   | 02:00:17  |
| 19    | Віктор Генчіков     | Україна   | 02:00:40  |
| 20    | Омар Ноур           | Єгипет    | 02:01:02  |
| 21    | Сергій Бадяк        | Україна   | 02:04:15  |
| 22    | Євген Тимчук        | Україна   | 02:08:55  |
| 23    | Віталій Мусієнко    | Україна   | 02:09:07  |
| 24    | Іван Гришин         | Україна   | 02:10:45  |
| 25    | Олександр Рожков    | Україна   | 02:12:03  |
| DNF   | Артур Шевчук        | Україна   | DNF       |
| DNF   | Іван Пістоль        | Україна   | DNF       |
| DNF   | Лука Факкінетті     | Італія    | DNF       |
| DNF   | Михайло Климко      | Україна   | DNF       |
| DNF   | Артем Лемешко       | Україна   | DNF       |
| DSQ   | Святослав Цвєтков   | Україна   | DSQ       |